# Graitery
Der Graitery ist ein 1280 m ü. M. hoher Bergrücken im Jura im Schweizer Kanton Bern.

## Lage
Der Gipfel liegt auf der Grenze der Gemeinden Court und Moutier. Östlich der Einsattelung der Loge aux Bœufs (1130 m ü. M.) folgt der Oberdörferberg, der mit 1297 m ü. M. noch ein bisschen höher ist als der Graitery im engeren Sinne, jedoch ebenfalls zu diesem Höhenzug zählt. Auf dem Kamm des Oberdörferberges verläuft die Kantonsgrenze zwischen Bern und Solothurn. Der Bergname geht ursprünglich auf das lateinische Wort cratire (eggen) zurück.
Der Höhenrücken des Graitery erstreckt sich über eine Länge von ungefähr 8 km in West-Ost-Richtung gemäss der allgemeinen Faltenstruktur des Juras in dieser Region. Im Mittel ist er rund 2 bis 3 km breit. Begrenzt wird die Höhe des Graitery im Norden durch das so genannte Grand Val, das Talbecken von Moutier, im Süden durch die Täler von Chaluet (östlichster Abschnitt des Juralängstals Vallée de Tavannes) und Binzberg. Sowohl die westliche als auch die östliche Abgrenzung werden durch zwei charakteristische Juraklusen markiert. Im Westen befinden sich die Gorges de Court, welche von der Birs durchflossen werden, während im Osten die Klus von Gänsbrunnen liegt.

## Geologie
In strukturgeologischer Hinsicht bildet der Graitery eine Antiklinale des Faltenjuras. Die anstehenden kompetenten Gesteinsschichten der oberen Jurazeit (Malm) sind besonders an der steilen Nordflanke sowie in der Klus von Court aufgeschlossen. Durch Erosion wurde der harte Kalkstein im Scheitelbereich der Antiklinale teilweise abgetragen, so dass die darunter liegenden weicheren Tone und Mergel der Effingerschichten freigelegt wurden. Im Bereich des Sattels Loge aux Bœufs haben sich Bäche tief in die Nord- und Südflanke des Höhenzuges eingegraben, weswegen hier die kompetenten Kalkschichten des oberen Juras komplett erodiert sind. Der östlich anschliessende Kamm des Oberdörferberges besteht hingegen wieder aus Malmkalken. Östlich der Klus von Gänsbrunnen setzt sich die Antiklinale des Graitery im Walenmattberg fort. Westlich der Gorges de Court findet die Antiklinale ihre Fortsetzung im Mont Girod (1045 m ü. M.), bevor sie bei Champoz am Fuss des Moron endet.
Die steilen Flanken des Graitery sind mit dichten Buchen- und Tannenwäldern bestanden. Im Kammbereich gibt es ausgedehnte Jurahochweiden sowie mehrere Bergbauernhöfe. Seit 1915 wird der Graitery vom ungefähr 8,6 km langen Grenchenbergtunnel der Jurabahn unterquert, weshalb die Strukturgeologie der Antiklinale eingehend studiert werden konnte. Seit 2017 unterquert auch der 2,4 km lange Graitery-Tunnel der A16 den westlichen Bereich des Bergs.